# استان ترانگ

نقشهٔ تایلند و جایگاه استان ترانگ.

استان ترانگ یکی از استانهای کشور تایلند است. مساحت آن ۴۹۱۷ کیلومترمربع می‌باشد. جمعیت این استان در سال ۲۰۰۹ بالغ بر ۵۹۵۰۰۰ نفر برآورد شده است.
استان ترانگ نظر تقسیمات کشوری بخشی از ناحیه جنوب تایلند به حساب می‌آید. مرکز این استان شهر ترانگ است.